# Pendanthura anophthalma
Pendanthura anophthalma là một loài chân đều trong họ Anthuridae. Loài này được Negoescu miêu tả khoa học năm 1994.